# Борисов, Рудольф Васильевич
Рудольф Васильевич Борисов (род. 19 июня 1937, с. Морозовка Тернейского района Приморского края) — заслуженный работник высшей школы Российской Федерации, доктор технических наук, профессор, заведующий кафедрой теории корабля Санкт-Петербургского государственного морского технического университета (СПбГМТУ).

## Биография
Родился в с. Морозовка Тернейского района Приморского края. В 1954 году после окончания школы поступил в Ленинградский кораблестроительный институт, с которым связал свою дальнейшую судьбу, пройдя путь от студента до заведующего одной из ведущих кафедр Санкт-Петербургского государственного морского технического университета.
В 1978 году защитил кандидатскую диссертацию, в которой разрешил проблему качки судна с учётом заливаемости палубы, не имевшую на тот момент теоретического представления. Заинтересовавшись в 80-х годах проблемами динамики технических средств освоения океана, подготовил докторскую диссертацию и защитил её в 1991 году. С 1996 года Р. В. Борисов — заведующий кафедрой теории корабля.

## Научные достижения
Внёс значительный вклад в решение ряда научных проблем, связанных со статикой и динамикой судов и технических средств освоения Мирового океана, автор более 100 научных, методических работ и изобретений, в том числе 13 учебников и учебных пособий. Внёс значительный вклад в аналитическую разработку и реализацию программных документов развития отечественной наук.
Научная школа, созданная Р. В. Борисовым, ведет комплексные исследования проблем статики и динамики кораблей и плавучих технических средств освоения океана, имеющих прежде всего практическую направленность. Им подготовлено девять кандидатов технических наук, два доктора и один соискатель степени доктора технических наук. Важными результатами научных исследований Р. В. Борисова являются комплексы программ, разработанные совместно с учениками, для расчётов линейной и нелинейной качки, а также форма типового свидетельства о мореходности транспортных судов, технических средств освоения океана и плавучих инженерных сооружений как на регулярном, так и на нерегулярном волнении в свободном и заякоренном положении. Эти разработки переданы в Российский Морской Регистр судоходства и в ЦНИИ Морского флота и используются при решении задач обеспечения безопасности мореплавания.
Большое внимание в исследованиях Р. В. Борисов уделяет разработке ограничений по погодным условиям мореходности и прочности судов смешанного плавания и морских транспортных судов. Проводит исследования в сотрудничестве с Российским Морским Регистром судоходства. Принимает активное участие в педагогической деятельности. Один из ведущих методистов и лекторов по курсам «Статика корабля», «Качка корабля», «Динамика корабля», «Теория и устройство корабля», «Динамика плавучих технических средств освоения океана», «Теоретические основы нормирования остойчивости морских судов», «Успокоители качки» и др.
Активный участник научно-организационной работы. Р. В. Борисов — член Ученого совета, заместитель председателя Диссертационного совета по кораблестроению, заместитель председателя объединённого диссертационного Совета по истории и философии науки и техники, член Президиума Научно-технического совета и руководитель секции мореходных качеств судов при Российском Морском Регистре судоходства, организатор и научный руководитель музея кораблестроения и кораблестроительного образования, член президиума Профессорского собрания Санкт-Петербурга, главный редактор газеты «Вестник Профессорского собрания».

## Публикации
Р. В. Борисов опубликовал 16 работ, из них 4 книги:
- «Морские инженерные сооружения» (2003)
- «Статика и динамика ТСОО» (2004)
- «Статика корабля» (2005)
- «Качка корабля» (2009)